# Північноказахстанська область
Півні́чноказахста́нська о́бласть (каз. Солтүстік Қазақстан облысы) — область у складі Казахстану. Утворена у складі Казахської РСР 29 липня 1936 року. Центр — місто Петропавловськ. Нагороджена орденом Леніна 28 жовтня 1966 року.

## Географія
Північноказахстанська область розташована на півночі Казахстану, займає південну околицю Західно-Сибірської рівнини і частину Казахського дрібносопковика. У рельєфі численні озерні пониження, степові западини, невисокі пасма і ували, що чергуються з міжпасмовими улоговинами. Висоти від 115—120 м на північному сході до 200 м на півдні і південному сході. На півночі зона лісостепу.
Область межує: на півночі — із Курганською, Тюменською і Омською областями Росії; на південному сході — із Павлодарською, на півдні — з Акмолинською, на заході — із Костанайською областями Казахстану.
Клімат різко континентальний. Зима морозна і тривала (більше 5 місяців), малосніжна, літо спекотне, з переважанням ясної, часто посушливої погоди. Середня температура січня від −18,5 °C до −19,5 °C, липня 18,8-19,5°С. Тривалість безморозного періоду 109—129 діб. Опадів випадає в середньому 300—340 мм, ¾ з них в теплу пору року.
Річки належать басейну Обі. В межах Північноказахстанської області знаходиться середній перебіг річки Ішим (690 км) із притоками Іманбурлук і Акканбурлук. Два водосховища — Петропавловське і Сєргєєвське розташовані на території області. Північноказахстанська область має понад 1000 озер, головним чином на північному заході. Багато які з них періодично висихає. Переважають прісноводі озера. Найбільші: Шаглітеніз, Сєвєрний і Южний Как, Акуш, Таранколь, Менгісор, Станове.
Північноказахстанська область знаходиться в межах лісостепової і степової зон. У лісостепу виділяють південний лісостеп і колочний лісостеп. Південний лісостеп займає північ області і представлений поєднанням березових і осиково-березових лісів на сірих лісових ґрунтах і солодях з різнотравно-злаковими луковими степами на вилужених чорноземах і луково-чорноземних ґрунтах, зустрічаються осокові болота, інколи з вербовими чагарниками. Колочний лісостеп займає велику частину Північноказахстанської області. Осиково-березові колки утворюють розріджені лісові масиви на солодях. Переважає різнотравно-ковиловий степ на звичайних чорноземах, в основному розораних. Лісопокрита площа становить близько 8 % території, ліси переважно березові. Зустрічаються лось, сарна азійська, кабан, з хижих — вовк, лисиці — звичайна і корсак, зайці — біляк і русак, землерийки і їжаки. Акліматизована ондатра. У водоймищах водяться щука, карась, окунь, йорж, в'язь і ін.

## Історія
На території сучасної області 17 січня 1928 року був утворений Кзил-Джарський округ (з 10 травня 1928 року — Петропавловський округ). 23 липня 1930 року округ був ліквідований, райони були укрупнені та переведені у пряме підпорядкування республіці, 30 листопада того ж року був затверджений районний поділ республіки, а 17 грудня затверджено районний поділ на території колишнього Петропавловського округу. 20 лютого 1932 року було вирішено поділити республіку на 6 великих областей.

### Радянські часи
Північноказахстанська область була утворена 29 липня 1936 року з 25 районів Карагандинської області та селища обласного підпорядкування Степняк:
- Аїртауський район — село Володаровка (22 сільради)
- Арик-Балицький район — село Арик-Балик (17 сільрад)
- Атбасарський район — місто Атбасар (19 сільрад)
- Бейнеткорський район — село Шолак-Дощан (14 сільрад)
- Булаєвський район — село Булаєво (25 сільрад)
- Енбекшильдерський район — селище Казгородок (10 сільрад)
- Єсільський район — село Кійма (26 сільрад)
- Зерендинський район — село Зеренда (12 сільрад)
- Калінінський район — село Журавльовка (16 сільрад)
- Келлеровський район — село Келлеровка (18 сільрад)
- Кзил-Туський (Кзил-Тууський) район — село Кзил-Ту (14 сільрад)
- Кокчетавський район — місто Кокчетав (14 сільрад)
- Ленінський район — сесло Явленка (19 сільрад)
- Макінський район — село Вознесенка (14 сільрад)
- Мамлютський район — село Мамлютка (12 сільрад)
- Молотовський район — село Балкашино (22 сільради)
- Полудінський район — село Полудіно (17 сільрад)
- Приішимський район — село Боголюбово (11 сільрад)
- Прісновський район — село Прісновка (23 сільради)
- Рузаєвський район — село Рузаєвка (16 сільрад)
- Соколовський район — село Соколовка (11 сільрад)
- Сталінський район — село Алексієвка (21 сільрада)
- Тонкерейський район — село Мар'євка (15 сільрад)
- Червоноармійський район — село Новосухотино (22 сільради)
- Щучинський район — село Щуче (12 сільрад)

29 червня 1938 року відбувся обмін сільрадами між сусідніми Прісногірковським районом Кустанайської області та Прісновським районом Північноказахстанської області: до складу Прісногірковського району увійшла Кургамиська сільрада, а до складу Прісновського району — Єкатериновська та Усердинська сільради.
14 жовтня 1939 року до складу новоствореної Акмолинської області відійшли місто Степняк та 11 районів: Арик-Балицький, Атбасарський, Енбекшильдерський, Єсільський, Зерендинський, Калінінський, Макінський, Молотовський, Рузаєвський, Сталінський, Щучинський.
16 жовтня 1939 року утворено Чкаловський район. 21 травня 1940 року Тонкерейський район перейменовано в Жовтневий, 31 липня Бейнеткорський район перейменовано в Радянський. 19 травня 1942 року утворено Петропавловський район. 21 жовтня 1943 року у місті Петропавловськ було утворено 3 міські райони — Залізничний, Промисловий та Центральний.
15 березня 1944 року до складу новоствореної Кокчетавської області передано райони Айртауський, Келлеровський, Кзил-Туський, Кокчетавський, Червоноармійський, Кокчетавський та місто Кокчетав. 8 травня 1944 року утворено Конюховський район. 7 липня 1948 року міські райони Петропавловська були ліквідовані.
14 червня 1950 року село Дубровинський Жовтневого району передано до Айртауського району Кокчетавської області. 14 липня 1954 року населений пункт Центральна усадьба совхоза ДорУРС Петропавловської міськради передано до складу Петропавловського району. 17 грудня 1954 року Кіровська селищна рада Радянського району була передана до складу Чкаловського району Кокчетавської області. 15 квітня 1958 року до складу Прісновського району передано село Сабіт Прісногірковського району Кокчетавської області. 30 вересня 1958 року населений пункт радгоспу № 1 ДорУРСа Приішимського району та село Борки Соколовського району передано до складу Петропавловської міськради.
27 травня 1960 року зі складу радгоспу Булаєвський Булаєвського району Північноказахстанської області до складу радгоспу імені Кірова Червоноармійського району Кокчетавської області передано територію площею 6 км²; взамін до складу радгоспу Булаєвський з радгоспу імені Кірова передано 4 км², з радгоспу Совєтський — 2 км².
26 грудня 1960 року Північноказахстанська область увійшла до складу новоствореного Цілинного краю.
2 січня 1963 року в СРСР була проведена адміністративна реформа, результатом якої стали утворення сільських та промислових районів шляхом укрупнення вже існуючих. Так, у складі Північноказахстанської області були утворені 7 сільських районів:
- Булаєвський сільський район — смт Булаєво; до складу Булаєвського району включено ліквідований Конюховський район
- Ленінський сільський район — село Явленка; до складу Ленінського району включено частину ліквідованого Приішимського району (Амангельдинська, Зарічна, Ново-Нікольська сільради)
- Мамлютський сільський район — смт Мамлютка; до складу Мамлютського району включено ліквідований Соколовський район, частину ліквідованого Приішимського району (Боголюбовська, Кзил-Аскерська, Ново-Михайловська сільради)
- Прісновський сільський район — село Прісновка; до складу Прісновського району включено частину Прісногірковського району Кустанайської області (Озерна, Прісноредутська сільради); частина району увійшла до складу новоствореного Тимірязєвського району
- Сергієвський сільський район — село Сергієвка; Сергієвський район перетворено із частини Жовтневого району (частина увійшла до складу новоствореного Тимірязєвського району)
- Радянський сільський район — смт Смирновський; до складу району включено ліквідований Полудінський район, частину ліквідованого Приішимського району (Бішкульська сільрада)
- Тимірязєвський район — село Сули; до новоствореного району увійшли частина Жовтневого району (Аксуатська, Доська, Інтернаціональна, Ішимська, Комсомольська, Москворіцька, Цілинна сільради), частина Прісновського району (Сєверна сільрада), а також частина Прісногірковського району (Мічурінська, Хмельницька сільради) Кустанайської області та частина Рузаєвського району (Ленінська, Мічурінська сільради) Кокчетавської області

4 січня 1963 року до складу Радянського району передано радгоспи імені Мічуріна та Озерний Петропавловської міськради. 8 травня 1963 року село Муромське Сергієвського району передано до складу Прісновського району; Гавринська сільрада Радянського району передана до складу Булаєвського району. 26 серпня 1963 року до складу Прісновського району було передано Каракамиську сільраду Дем'яновського району Кустанайської області. 3 листопада 1964 року село Карачек Ленінського району передане до складу Сергієвського району.
31 грудня 1964 року відновлено Соколовський район, до його складу увійшли Архангельська, Березовська, Долматовська, Красноярська, Кустовська, Налобінська, Петерфельдська, Соколовська сільради Мамлютського району, Асановська, Бішкульська, Бугровська, Світлополянська сільради Радянського району. 9 червня 1965 року селище Желєзнодорожні будки 106 км Соколовського району передано до складу Мамлютського району. 9 червня 1965 року села Акбас, Трудова Нива та Чапаєво Радянського району передано до складу Соколовського району, а село Жалтир Радянського району — до складу Ленінського району.
19 жовтня 1965 року ліквідовано Цілинний край, до складу якого входила і Північноказахстанська область. 21 червня 1966 року частина Соколовського району передана до складу Мамлютського району. 2 січня 1967 року було утворено Бішкульський район шляхом розукрупнення Ленінського, Мамлютського та Соколовського районів, та Возвишенський район шляхом розукрупнення Булаєвського району. 6 січня 1967 року Зарічна сільрада Ленінського району передана до складу Бішкульського району, Полудінська сільрада Радянського району — до складу Булаєвського району, Миролюбовська та Троїцька сільради Прісновського району — до складу Мамлютського району. 31 березня 1967 року Петерфельдська сільрада Бішкульського району передана до складу Мамлютського району.
29 травня 1968 року село Бойовик Мамлютського району передано до складу Прісновського району. 26 серпня 1968 року Зарічна сільрада Бішкульського району передана до складу Ленінського району. 19 вересня 1968 року населені пункти Водопроводне, Красна горка, Красний бор, Лісне та Семипалатне Ленінського району передані до складу Бішкульського району. 19 травня 1969 року села Мальцевка, Рявкино та Самарка Соколовського району передані до складу Булаєвського району. 9 червня 1969 року до складу Бішкульського району включено села Бексеїт, Бостандик та Ушкуль Мамлютського району, села Андрієвка, Владимировка, Рябиновка Ленінського району.
10 липня 1970 року село Тельмановка Тимірязєвського району передано до складу Сергієвського району. 4 грудня 1970 року було утворено Джамбульський район шляхом розукрупнення Прісновського та Мамлютського районів. 16 грудня 1970 року Ленінська сільрада Джамбульського району передана до складу Мамлютського району; Кладбинська сільрада Мамлютського району — до складу Прісновського району. 16 листопада 1971 року село Пеньково Бішкульського району передано до складу Соколовського району.
10 березня 1972 року утворено Московський район шляхом розукрупнення Ленінського району. 25 грудня 1973 року у місті Петропавловську утворено 2 міських райони — Кіровський та Куйбишевський. 31 березня 1977 року населені пункти Комсомол, Леніно, Писаревка, станція Писаревка Булаєвського району передані до складу Возвишенського району, село Баян Сергієвського району передано до складу Джамбульського району.
12 січня 1978 року село Гепкино Бішкульського району передано до складу Мамлютського району. 6 квітня 1978 року село Жаркен Джамбульського району передано до складу Тимірязєвського району. 5 травня 1978 року село Мектеп Сергієвського району передано до складу Ленінського району; село Петровка Джамбульського району передано до складу Прісновського району. 7 червня 1979 року село Новопавловка Соколовського району передано до складу Петропавловської міськради. 24 вересня 1979 року село Новоандрієвка Мамлютського району передано до складу Бішкульського району.
17 жовтня 1980 року утворено Цілинний район з частин сусідніх Тимірязєвського та Сергієвського районів. 9 липня 1988 року Цілинний район був ліквідований, території повернуті назад; у місті Петропавловськ ліквідовані міські райони.

### Роки незалежності

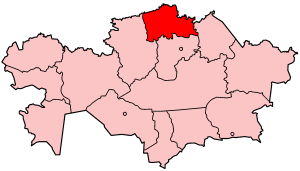
Область у період 1997—1999 років

4 травня 1993 року Джамбульський район перейменовано в Жамбильський. 8 грудня 1993 року в країні була розпочата адміністративна реформа, при якій сільради перетворені в сільські округи, міські та селищні ради — у міські та селищні адміністрації відповідно. 12 січня 1994 року адміністративні зміни відбулись в Північноказахстанській області, було утворено 149 сільських округів:
- Бішкульський район — 13 сільських округів
- Булаєвський район — 15 сільських округів
- Возвишенський район — 12 сільських округів
- Жамбильський район — 11 сільських округів
- Ленінський район — 12 сільських округів
- Мамлютський район — 12 сільських округів
- Московський район — 8 сільських округів
- Прісновський район — 11 сільських округів
- Радянський район — 13 сільських округів
- Сергієвський район — 15 сільських округів
- Соколовський район — 11 сільських округів
- Тимірязєвський район — 16 сільських округів

18 квітня 1997 року ліквідовано Московський район, територія увійшла до складу Ленінського району, Ленінський район перейменовано в Єсільський; ліквідовано Соколовський район, територія увійшла до складу Бішкульського району, Бішкульський район перейменовано в Кизилжарський.
3 травня 1997 року до складу області увійшли 8 районів (Айиртауський, Акжарський, Єнбекшильдерський, Зерендинський, Тайиншинський, Уаліхановський, Цілинний, Щучинський) та місто Кокшетау ліквідованої Кокшетауської області. 23 травня 1997 року ліквідований Прісновський район приєднаний до складу Жамбильського, ліквідований Возвишенський район приєднаний до складу Булаєвського району.
11 березня 1999 року Радянський район було перейменовано в Аккайинський. 8 квітня 1999 року до складу Акмолинської області передано 3 райони (Єнбекшильдерський, Зерендинський та Щучинський) та місто Кокшетау. 14 грудня 1999 року Сергієвський район перейменовано в район Шал-акина.
23 листопада 2000 року Булаєвський район перейменовано в район Магжана Жумабаєва. 11 червня 2002 року Цілинний район перейменовано в район імені Габіта Мусрепова.

## Адміністративний поділ

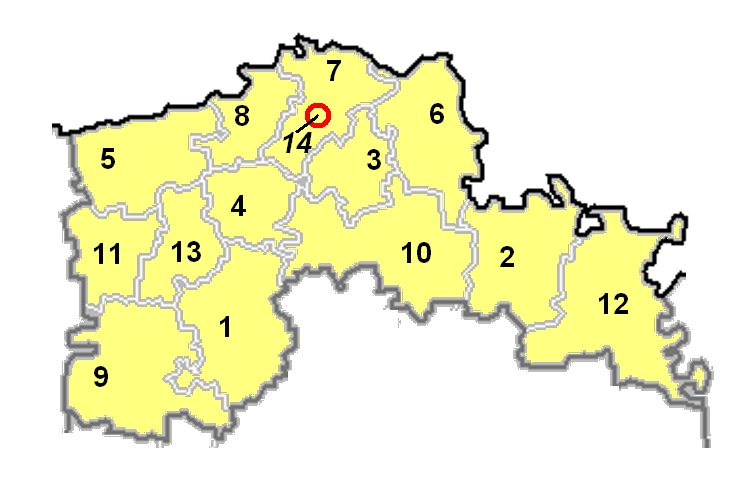
Адміністративна карта області

| №  | Район, міська адміністрація  | Площа, км² | Населення, осіб (1989) | Населення, осіб (1999) | Населення, осіб (2009) | Населення, осіб (2021) | Центр          | АО | НП |
| -- | ---------------------------- | ---------- | ---------------------- | ---------------------- | ---------------------- | ---------------------- | -------------- | -- | -- |
| 1  | Айиртауський район           | 9603,82    | 75863                  | 58324                  | 44129                  | 33568                  | Саумалколь     | 14 | 76 |
| 2  | Акжарський район             | 8043,17    | 37942                  | 27176                  | 18975                  | 13744                  | Талшик         | 12 | 24 |
| 3  | Аккайинський район           | 4707,08    | 40222                  | 31705                  | 22941                  | 18550                  | Смирново       | 12 | 29 |
| 4  | Єсільський район             | 5141,44    | 48735                  | 38236                  | 28552                  | 21923                  | Явленка        | 16 | 45 |
| 5  | Жамбильський район           | 7465,20    | 48374                  | 36989                  | 25378                  | 18608                  | Прісновка      | 13 | 42 |
| 9  | імені Габіта Мусрепова район | 11029,79   | 70456                  | 54629                  | 45538                  | 36517                  | Новоішимське   | 17 | 60 |
| 7  | Кизилжарський район          | 6149,90    | 55364                  | 50285                  | 44454                  | 46369                  | Бесколь        | 19 | 67 |
| 6  | Магжана Жумабаєва район      | 7806,98    | 64634                  | 49679                  | 36924                  | 27687                  | Булаєво        | 18 | 57 |
| 8  | Мамлютський район            | 4100,01    | 35158                  | 29110                  | 21369                  | 17843                  | Мамлютка       | 12 | 33 |
| 10 | Тайиншинський район          | 11434,04   | 89096                  | 67001                  | 50757                  | 41269                  | Тайинша        | 19 | 76 |
| 11 | Тимірязєвський район         | 4493,77    | 24646                  | 20081                  | 13978                  | 10206                  | Тимірязєво     | 16 | 20 |
| 12 | Уаліхановський район         | 12876,62   | 39080                  | 25920                  | 17991                  | 13533                  | Кішкенеколь    | 11 | 24 |
| 13 | Шал-акина район              | 4841,07    | 42431                  | 32375                  | 23095                  | 18333                  | Сергієвка      | 11 | 40 |
| 1  | Петропавловська м.а.         | 224,91     | 242304                 | 204497                 | 202454                 | 222636                 | Петропавловськ | -  | 1  |

## Найбільші населені пункти
Населені пункти з чисельністю населення понад 10000 осіб:
| № | Населений пункт | Населення, осіб (1989) | Населення, осіб (1999) | Населення, осіб (2009) | Населення, осіб (2021) |
| - | --------------- | ---------------------- | ---------------------- | ---------------------- | ---------------------- |
| 1 | Петропавловськ  | 241360                 | 203523                 | 201446                 | 222636                 |
| 2 | Тайинша         | 16083                  | 13233                  | 12418                  | 13113                  |
| 3 | Бесколь         | 7274                   | 7495                   | 8805                   | 12838                  |
| 4 | Новоішимське    | 12140                  | 10152                  | 11284                  | 11964                  |
| 5 | Саумалколь      | 18134                  | 12893                  | 10796                  | 11898                  |

## Населення
Населення — 540786 осіб (2021; 596535 у 2009, 726007 у 1999, 914305 у 1989).
Населення Північноказахстанської області — поліетнічне і багатонаціональне. Станом на 2015 рік в області нараховувалось 571759 осіб, з них:
- росіяни — 285331 особа (49,90 %)
- казахи — 196483 особи (34,37 %)
- українці — 25411 осіб (4,44 %)
- німці — 20260 осіб (3,54 %)
- поляки — 12516 осіб (2,19 %)
- татари — 12404 особи (2,17 %)
- білоруси — 5875 осіб (1,03 %)
- азербайджанці — 1782 особи
- вірмени — 1366 осіб
- таджики — 814 осіб
- чуваші — 752 особи
- інгуші — 748 осіб
- башкири — 722 особи
- литовці — 666 осіб
- чеченці — 628 осіб
- узбеки — 487 осіб
- мордва — 434 особи
- інші — 5080 осіб

Національний склад населення у розрізі адміністративно-територіальних одиниць станом на 2015 рік (%):
|                              | населення | росіяни | казахи | українці | німці | поляки | татари |
| ---------------------------- | --------- | ------- | ------ | -------- | ----- | ------ | ------ |
| Айиртауський район           | 39 621    | 46,6    | 39,2   | 4,2      | 4,0   | 0,8    | 1,7    |
| Акжарський район             | 17 431    | 13,9    | 78,1   | 2,9      | 1,4   | 0,3    | 1,2    |
| Аккайинський район           | 20 847    | 43,6    | 33,4   | 8,5      | 7,6   | 1,5    | 1,9    |
| Єсільський район             | 25 367    | 51,7    | 40,9   | 2,0      | 2,8   | 0,5    | 0,5    |
| Жамбильський район           | 22 210    | 39,6    | 46,9   | 6,8      | 3,5   | 0,1    | 1,1    |
| імені Габіта Мусрепова район | 43 183    | 42,4    | 33,2   | 10,9     | 5,0   | 0,6    | 1,6    |
| Кизилжарський район          | 44 676    | 59,4    | 29,3   | 2,5      | 3,2   | 0,4    | 1,6    |
| Магжана Жумабаєва район      | 32 313    | 57,0    | 28,7   | 4,5      | 4,9   | 0,5    | 1,3    |
| Мамлютський район            | 19 488    | 57,0    | 26,2   | 2,4      | 3,6   | 0,2    | 6,6    |
| Тайиншинський район          | 46 327    | 23,9    | 27,4   | 11,6     | 9,7   | 21,8   | 0,6    |
| Тімірязєвський район         | 12 499    | 44,2    | 37,6   | 5,8      | 2,5   | 0,5    | 1,9    |
| Уаліхановський район         | 17 145    | 5,4     | 89,6   | 1,7      | 1,0   | 0,0    | 1,2    |
| Шал-акина район              | 20 179    | 42,6    | 45,9   | 4,5      | 3,8   | 0,1    | 0,8    |
| Петропавловська м.а.         | 210 473   | 63,1    | 26,5   | 2,1      | 1,8   | 0,4    | 3,2    |

| Роки      | 2003     | 2004     | 2005     | 2006     | 2007     | 2008     |
| --------- | -------- | -------- | -------- | -------- | -------- | -------- |
| Населення | 682 148  | ▼674 497 | ▼665 936 | ▼663 126 | ▼660 950 | ▼653 921 |
|           |          |          |          |          |          |          |
| Роки      | 2009     | 2010     | 2011     | 2012     | 2013     | 2014     |
| Населення | ▼597 530 | ▼592 746 | ▼589 308 | ▼583 598 | ▼579 636 |          |

## Господарство
Переважають галузі оброблювальної (головним чином машинобудівної, харчової і легкої) промисловості, налічується більше 100 промислових підприємств, переважно в Петропавловську. Машинобудівні заводи (виконавчих механізмів, ім. С. М. Кірова, ім. В. В. Куйбишева, малолітражних двигунів і ін.), розкидувавчі мінеральних добрив, тракторні причепи, двигуни внутрішнього згорання і ін. Машиноремонтні заводи знаходяться в Мамлютці і Соколовці. Харчова промисловість представлена м'ясокомбінатом (у Петропавловську) — одним з найбільших в СРСР, числе́нними борошномельними, маслосироробними заводами, лікерогорілчаним заводом, молочними заводами і ін.

## Транспорт
545 км залізничних колій області експлуатуються державним підприємством «Қазақстан темір жолы».
Ще 186,96 км — дистанція Південноуральської залізниці, що експлуатується дочірнім підприємством «Петропавловское отделение» ФГУП «Южно-Уральская железная дорога».
Мережа автомобільних доріг загального користування у області становить 9002,9 км.
1468 — дороги республіканського значення, 7534,9 км — обласного і районного значення.
Аеропорт Петропавловська здано в експлуатацію у 1975 році. 6 грудня 2001 року отримав статус міжнародного.